# Liste der Monuments historiques in Burie
Die Liste der Monuments historiques in Burie führt die Monuments historiques in der französischen Gemeinde Burie auf.

## Liste der Bauwerke
| Bezeichnung     | Beschreibung                             | Standort | Kennzeichnung | Schutzstatus | Datum | Bild           |
| --------------- | ---------------------------------------- | -------- | ------------- | ------------ | ----- | -------------- |
| Schloss         | Erbaut in der Mitte des 16. Jahrhunderts | (Lage)   | PA00104636    | Inscrit      | 1925  | weitere Bilder |
| Kirche St-Léger | Erbaut im 12. Jahrhundert                | (Lage)   | PA00104637    | Inscrit      | 1925  | weitere Bilder |

## Liste der Objekte
| Bezeichnung          | Beschreibung                     | Standort                      | Kennzeichnung | Schutzstatus | Datum | Bild |
| -------------------- | -------------------------------- | ----------------------------- | ------------- | ------------ | ----- | ---- |
| Gemälde Kreuzabnahme | Öl auf Leinwand, 19. Jahrhundert | in der Kirche St-Léger (Lage) | PM17001289    | Inscrit      | 1982  |      |
| Kelch                | Silber, nach 1783                | in der Kirche St-Léger (Lage) | PM17000638    | Classé       | 1994  |      |